# دوشیزه مسلمان دنیا
دوشیزه مسلمان دنیا (به انگلیسی: Miss World Muslimah) یک مسابقه بین‌المللی زیبایی است که هر سال از سوی انجمن زنان مسلمان و با حمایت صنعت مد اندونزی برگزار می‌شود. این مسابقه پس از اعتراض زنان مسلمان اندونزی به برگزاری مسابقه دختر شایسته جهان به وجود آمد.
اکا شانتی، مؤسس انجمن زنان مسلمان و بنیان‌گذار مراسم دختر شایسته جهان اسلام، هدف از راه‌اندازی چنین رقابت‌هایی را ایجاد آلترناتیو اسلامی در مقابل رقابت‌های دختر شایسته جهان توصیف می‌کند. اکا شانتی تا سال ۲۰۱۰ گوینده خبر تلویزیون اندونزی بود اما بعد از آنکه در مقابل درخواست مدیران خود برای برداشتن حجابش مخالفت کرد، از کار اخراج شد و بعد از آن تصمیم گرفت با همکاری انجمن زنان مسلمان اندونزی این مراسم را راه‌اندازی کند.

## معیار انتخاب
در انتخاب دختر شایسته مسلمان، پایبندی به اصول دینی، قرائت و تقسیر قرآن و شیوه‌های روسری سر کردن و حجاب داشتن جزو مواردی است که مد نظر داوران قرار دارد. برای دور نهایی نیز دختران باید سه روز خود را از نظر معنوی آماده کنند. این آمادگی شامل برخاستن از خواب در ساعت ۳ و نیم بامداد و حضور به موقع در نیایش صبحگاهی است. بعد از عبادت صبحگاهی آنها باید به سخنرانی‌هایی در مورد سیستم مالی اسلامی، تربیت اسلامی و تفسیر قرآن گوش دهند.

## جایزه برنده
برنده این رقابت جایزه‌ای نقدی نزدیک به ۱۶۰۰ یورو به همراه یک سفر زیارتی به مکه دریافت می‌کند و همچنین اجازه دارد که با استفاده از اسم این انجمن از پروژه‌های کمک‌دوستانه پشتیبانی کند.
در سومین دوره این رقابت‌ها در سال ۲۰۱۳ «آبابیا عایشه آجیبولا» دختری ۲۱ ساله از نیجریه برنده شد. در این دوره «معصومه ابراهیمی» ۲۷ ساله از ایران نفر پنجم شد. در چهارمین دوره که در نوامبر ۲۰۱۴ در یوگیاکارتا اندونزی برگزار شد «فاطیما بن گوفراچه» از تونس برنده شد. «سمانه زند» دختر ایرانی نیز در مرحله نهایی حضور داشت.
دوشیزه مسلمان دنیا حال Sylvie Eberena از فرانسه است.

## عنوان‌داران
| سال  | کشور/سرزمین | برنده                          | عنوان ملی                   | مکان                 | تعداد شرکت‌کننده‌ها                  |     |
| 2025 | TBA         | TBA                            | Ankara                      | Turkey               | TBA                                | TBA |
| 2024 | فرانسه      | Sylvie Eberena                 | Amman                       | Jordan               | Miss World Muslimah France         | 88  |
| 2023 | هند         | Muskan Khan                    | New Delhi                   | India                | Miss World Muslimah India          | 78  |
| 2022 | بریتانیا    | Maria Mahmood                  | Istanbul                    | Turkey               | Miss World Muslimah United Kingdom | 76  |
| 2021 | اندونزی     | Iin Marlinah Medina            | Beirut                      | Lebanon              | Muslimah World Indonesia           | 74  |
| 2020 | آمریکا      | Hamdia Ahmed                   | Dubai                       | United Arab Emirates | Miss World Muslimah USA            | 68  |
| 2019 | نیوزیلند    | Nurul Zuriantie Shamsul        | Samarkand                   | Uzbekistan           | Miss World Muslimah New Zealand    | 71  |
| 2018 | مالزی       | Shaidatul Naseha Uyaina Arshad | Tangier                     | Morocco              | Muslimah World Malaysia            | 63  |
| 2017 | هند         | Rojmina Patel Morecambe        | Jakarta                     | Indonesia            | Miss World Muslimah India          | 50  |
| 2016 | بریتانیا    | Farhia Ali                     | Singapore                   | Singapore            | Muslimah World United Kingdom      | 66  |
| 2015 | سنگاپور     | Nur Hafiza Binte Osman         | Singapore                   | Singapore            | Muslimah World Singapore           | 52  |
| ۲۰۱۴ | تونس        | فاطیما بن گوفراچه              | دوشیزه مسلمان دنیای تونس    | یوگیاکارتا، اندونزی  | ۱۸                                 |     |
| ۲۰۱۳ | نیجریه      | آبابیا عایشه آجیبولا           | دوشیزه مسلمان دنیای نیجریه  | جاکارتا، اندونزی     | ۲۰                                 |     |
| ۲۰۱۲ | اندونزی     | نینا سپتیانی                   | دوشیزه مسلمان دنیای اندونزی | جاکارتا، اندونزی     | ۲۰                                 |     |
| ۲۰۱۱ | اندونزی     | دیکا رستیانتی                  | دوشیزه مسلمان دنیای اندونزی | جاکارتا، اندونزی     | ۲۰                                 |     |